# Гьолтосу
Гьолтосу (рум. Ghioltosu) — село в Кантемірському районі Молдови. Входить до складу комуни, центром якої є село Ціганка.